# Chiesa di Santa Maria Scala Coeli
La chiesa di Santa Maria Scala Coeli è una chiesa di Roma, nel quartiere Ardeatino, all'interno del complesso abbaziale delle Tre Fontane.

## La storia
Il nome Scala Coeli (scala del cielo) deriva da una visione avuta nel 1138 dal "Grande cisterciense" Bernardo di Chiaravalle, nella quale la Madonna accoglieva, dopo aver salito una lunga scala, l'anima di un defunto per il quale Bernardo stava invocando il suo aiuto.
La chiesa sorge sul luogo dove, secondo la tradizione, furono martirizzati il tribuno Zenone con i suoi 10.203 soldati, mandati a morte da Diocleziano nel 298 dopo aver costruito le grandi terme. Qui sorse anticamente una piccola cappella, che poi prese il nome di Santa Maria Annunziata, già attestato nel VII secolo. Nel Medioevo la cappella fu riedificata e assunse il nome attuale.
Nel corso del XVI secolo la chiesa medievale andò in rovina, la sua ricostruzione ex novo fu affidata dal cardinale Alessandro Farnese a Jacopo Barozzi da Vignola che ne elaborò i disegni, e fu compiuta da Giacomo Della Porta, che realizzò, tra il 1582 e il 1584, l'attuale elegante cappella a pianta ottagonale.

## Descrizione
La facciata presenta gli stemmi della famiglia Farnese, la scritta "scala coeli", un piccolo timpano e un rosone. Nel cornicione vi è un avanzo di un pluteo marmoreo con un'iscrizione risalente all'epoca di papa Niccolò I (856 - 857). La chiesa è sormontata da una cupola e da una lanterna.

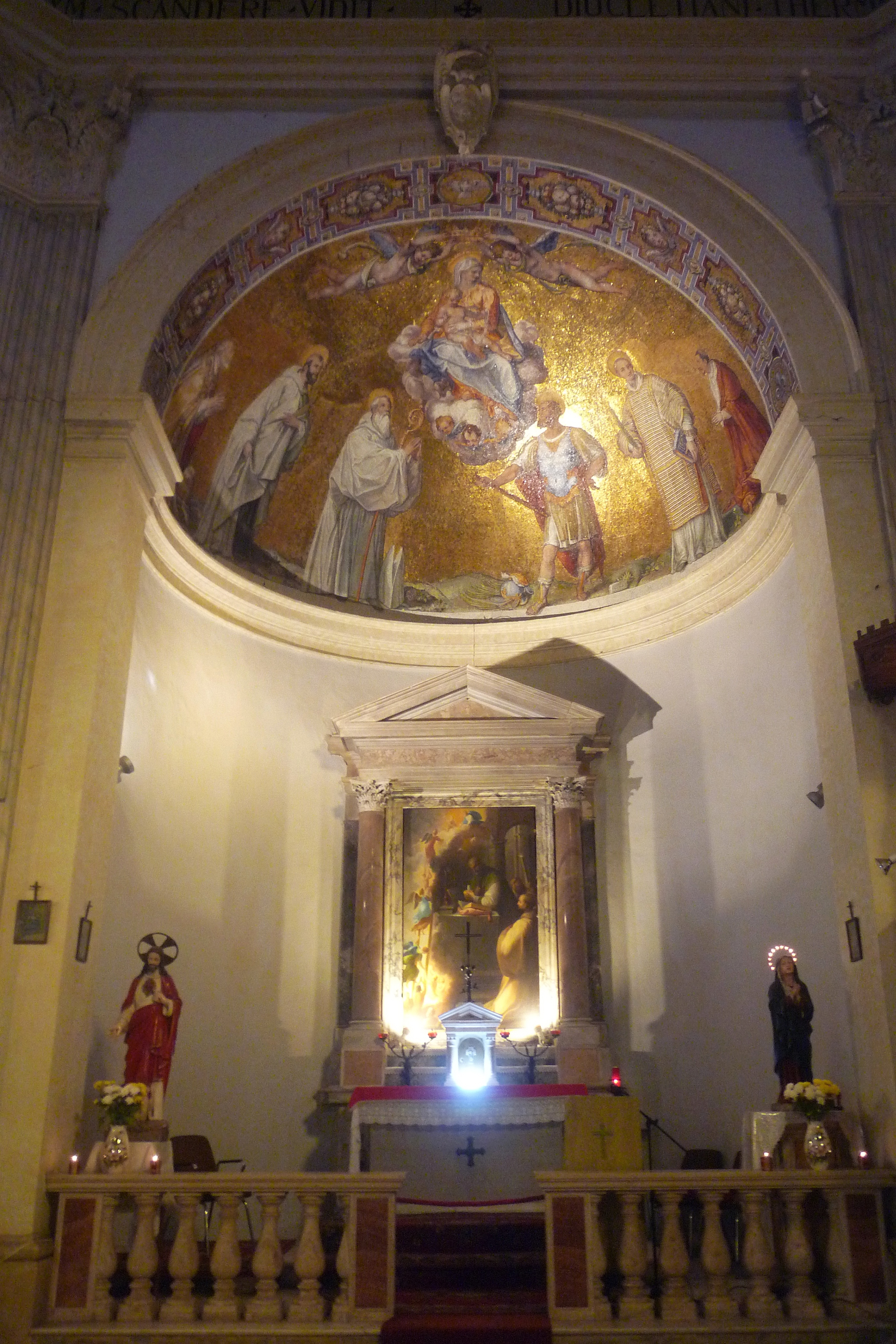
Interno della chiesa di Santa Maria Scala Coeli

L'interno si presenta con tre absidi e tre rispettivi altari, dedicati a san Zenone, alla Vergine Maria e a san Bernardo. L'abside dell'altare maggiore è decorata con un bel mosaico eseguito da Francesco Zucchi su disegno di Giovanni de' Vecchi, che rappresenta il tribuno Zenone, San Bernardo da Chiaravalle ed altre figure con la Vergine in gloria col Bambino Gesù che dominano centralmente la composizione. Il mosaico a fondo oro fu commissionato dal cardinale Alessandro Farnese (vedi i gigli farnesiani che ricorrono nella decorazione) ma il cardinale Pietro Aldobrandini lo fece successivamente modificare, aggiungendo la propria effigie inginocchiata e quella del papa Clemente VIII Aldobrandini. La scelta della decorazione musiva a fondo oro è chiaramente dettata dalla volontà di evocare, in questa chiesa, il cristianesimo dei primi secoli e nel contempo allude alla cappella di San Zenone nella basilica romana di Santa Prassede, anch'essa tappezzata di mosaici a fondo oro. 
Gli altari laterali sono ornati con altrettante pale, una con La visione di san Bernardo, di un autore anonimo della fine del XVI secolo, un'altra con l'Annunciazione, attribuita ad Andrea Commodi, copia o adattamento di una invenzione di Andrea del Sarto.
Un'altra pala raffigurante San Zenone e i suoi legionari fu trafugata anni or sono e riprodotta fedelmente da un noto pittore romano, Tata Mario (XXI secolo).
Due piccole rampe portano alla cripta sotterranea, costruita sull'antico cimitero dove la tradizione dice che furono martirizzati Zenone ed i suoi compagni. Il pavimento di questo sotterraneo è opera cosmatesca del XIII secolo, appartenuto alla chiesa medievale, così come l'altare qui presente, che è lo stesso su cui san Bernardo celebrò la messa della visione. Tra le pietre del mosaico vi è un frammento di epigrafe cimiteriale cristiano del III secolo. Ai lati dell'altare vi sono due finestrelle: quella di sinistra lascia vedere un altare pagano dedicato alla dea Dia, divinità agricola romana cui tributavano culto gli Arvali; da quella di destra si vedono le tracce di un antico cimitero cristiano, considerato l'ultima prigione di san Paolo prima della decapitazione.